# Objaw Griesingera
Objaw Griesingera – objaw stwierdzany przy zakrzepowym zapaleniu zatoki esowatej. Jest to bolesny obrzęk tkanek miękkich części tylnej wyrostka sutkowatego w okolicy ujścia żyły wypustowej sutkowej spowodowany jej zakrzepem lub też obecnością ropnia okołożylnego w kostnym kanale żyły. Wskazuje na zakażoną zakrzepicę zatoki esowatej, gdy towarzyszą mu objawy ogólne takie jak gorączka i dreszcze.